# 諾氏花鮨
諾氏花鮨為輻鰭魚綱鱸形目鱸亞目鮨科的其中一種，分布於東南太平洋的加拉巴哥群島海域，棲息深度184-351公尺，體長可達29公分，為底棲性魚類，生活習性不明。

## 擴展閱讀
維基物種上的相關：諾氏花鮨